# Briant
Briant is een gemeente in het Franse departement Saône-et-Loire (regio Bourgogne-Franche-Comté) en telt 213 inwoners (2004). De plaats maakt deel uit van het arrondissement Charolles.

## Geografie
De oppervlakte van Briant bedraagt 13,2 km², de bevolkingsdichtheid is 16,1 inwoners per km².
De onderstaande kaart toont de ligging van Briant met de belangrijkste infrastructuur en aangrenzende gemeenten.

## Demografie
Onderstaande figuur toont het verloop van het inwonertal (bron: INSEE-tellingen).